# Cantone di Genas
Il cantone di Genas è una divisione amministrativa, situato nel dipartimento del Rodano dell'arrondissement di Villefranche-sur-Saône.
È stato costituito a seguito della riforma approvata con decreto del 27 febbraio 2014, che ha avuto attuazione dopo le elezioni dipartimentali del 2015.

## Composizione
Comprende i seguenti 8 comuni:
- Colombier-Saugnieu
- Genas
- Jons
- Pusignan
- Saint-Bonnet-de-Mure
- Saint-Laurent-de-Mure
- Saint-Pierre-de-Chandieu
- Toussieu